# Rue de l'Héronnière
La rue de l'Héronnière est une rue de Nantes, en France. Six de ses immeubles sont répertoriés par les monuments historiques, dont l'hôtel Scheult, qui est classé.

## Situation et accès
Située dans le centre-ville de Nantes, la rue de l'Héronnière se situe dans le quartier Graslin et celui de La Fosse. Elle est orientée Nord-Est/Sud-Ouest. C'est une voie en ligne droite, de faible déclivité, s'étendant de la rue Suffren à la rue Montaudouine. Elle croise la rue Jean-Jacques-Rousseau, la rue Regnard, la rue Piron, la rue Maréchal-de-Lattre-de-Tassigny, la rue Fourcroy, la rue Neuve-des-Capucins, la rue d'Ancin, la rue des Cadeniers, la rue des Marins et la rue des Cap-Horniers.
La plus grande partie est bitumée, ouverte à la circulation automobile. La partie à l'extrémité ouest après le croisement avec la rue des Cap-Horniers est pavée, piétonnière, et s'achève par une « échelle », une succession d'escaliers qui permet de parvenir à la rue Montaudouine en contrebas. Si la Partie située à l'est de la rue Maréchal-de-Lattre-de-Tassigny est bitumée, elle est cependant également piétonnière.

## Origine du nom
La rue tient son nom de celui d'un lieu-dit, le « jardin de l’Héronnière » ou « tenue de l’Héronnière », qui était aussi appelée « la Colline ».

## Historique
« La Héronnière » appartient en 1700 au seigneur Rousseau de Saint-Aignan, président de la Chambre des comptes de Bretagne et général des Finances (ancêtre de Louis Rousseau de Saint-Aignan). Un procès-verbal daté de 1730, reconnaît l'appartenance de plusieurs terrains dont le « jardin de l'Héronnière » à la communauté des Capucins, installés dans un couvent situé au niveau de l'actuel cours Cambronne. L'endroit est déjà un lieu de passage puisque le document indique qu'obligation est faite aux religieux de laisser des portes, installées par leurs soins, ouvertes pour permettre le passage public. L'historien Camille Mellinet rapporte l'existence d'une salle baptisée « jeu de paume de l’Héronnière ».
À la fin du XVIIIe siècle, le quartier est modifié en profondeur à l'initiative de Jean-Joseph-Louis Graslin. Mathurin Crucy conduit la création du cours Cambronne, encadré par des bâtiments monumentaux, dont ceux situés au sud ont leur entrée rue de l'Héronnière.
De la fin du XVIIIe siècle à 1880 environ, les autorités œuvrent à l'élargissement et à l'alignement de cette rue. Au début du XIXe siècle, un État-major général de division est installé dans la rue, dans un immeuble appelé « maison Cossin ».
Dans les années 1920, la rue est la limite nord des ruelles montant du quai de la Fosse, dans lesquelles la pratique de la prostitution était très importante.
En 1946, les travaux d'aménagement du « tunnel ferroviaire de Chantenay » sont entamés. Cette partie est souterraine, alors que jusqu'à l'emplacement de l'actuelle médiathèque Jacques-Demy, il s'agit d'une galerie couverte baptisée « galerie de la Bourse ». Le point de départ de ce souterrain se situant dans la rue, l'ouvrage est baptisé « tunnel de l'Héronnière », et achevé en 1950.
À la suite des travaux de piétonisation de la place Graslin qui doit s'achever en 2013, la municipalité a également décidé d'une expansion du secteur piétonnier sur la partie de la voie, à partir de la rue Jean-Jacques-Rousseau.

## Bâtiments remarquables et lieux de mémoire
Au no 3, Victoire Durand-Gasselin et Charles Friesé ont conçu l'école du Chêne-d'Aron, construite en 1955.
L'hôtel Scheult, donnant sur le cours Cambronne, sur le côté des numéros pairs de la rue, inscrit au titre des monuments historiques le 10 août 1949, est classé depuis le 12 mai 1976.
L'ensemble des façades et toitures des bâtiments donnant sur le cours Cambronne, sur le côté des numéros pairs de la rue, est inscrit au titre des monuments historiques depuis le 10 août 1949,,,,.

Immeubles classés ou inscrits au titre des monuments historiques
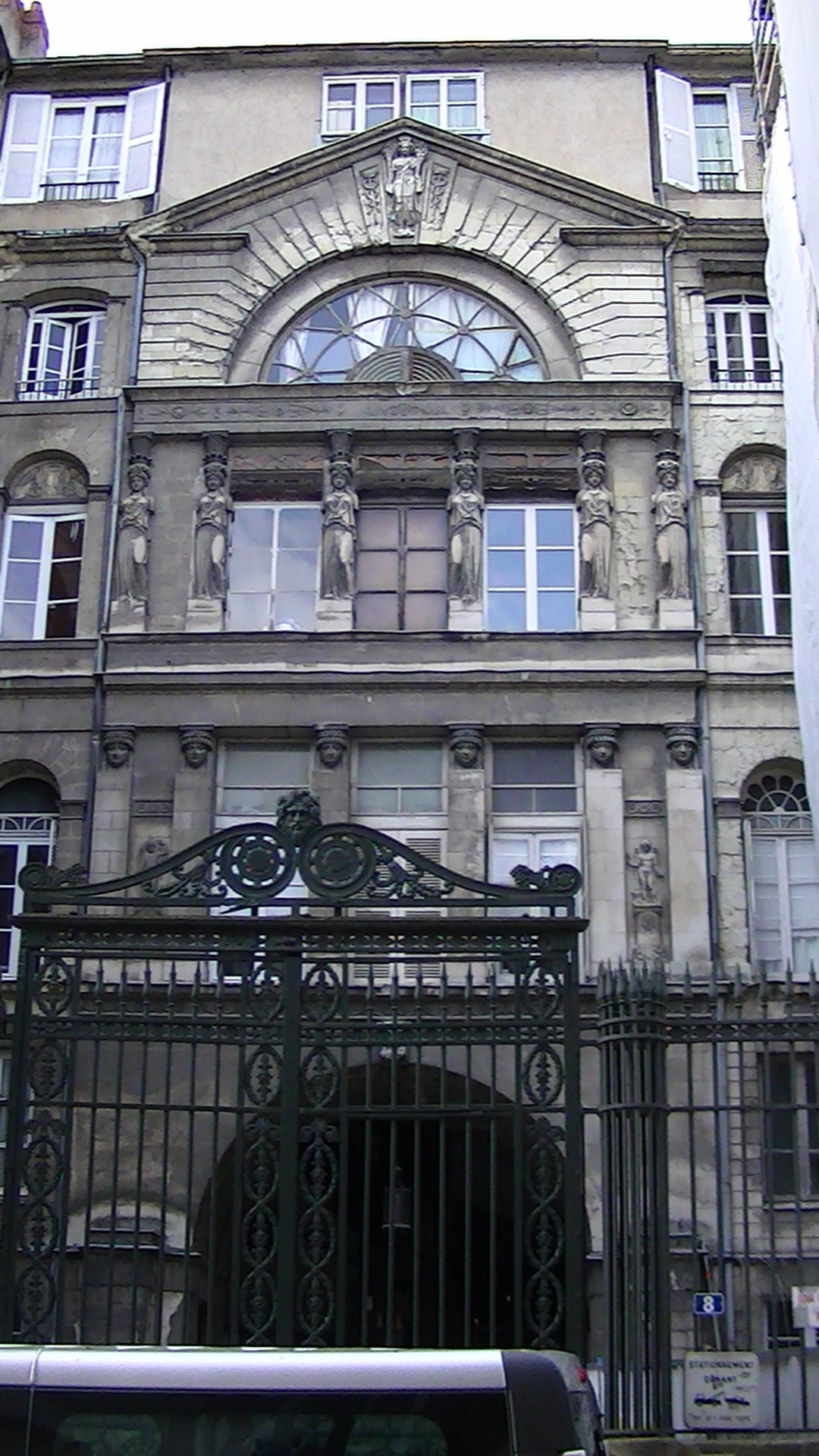
Hôtel Scheult au no 8 (classé)
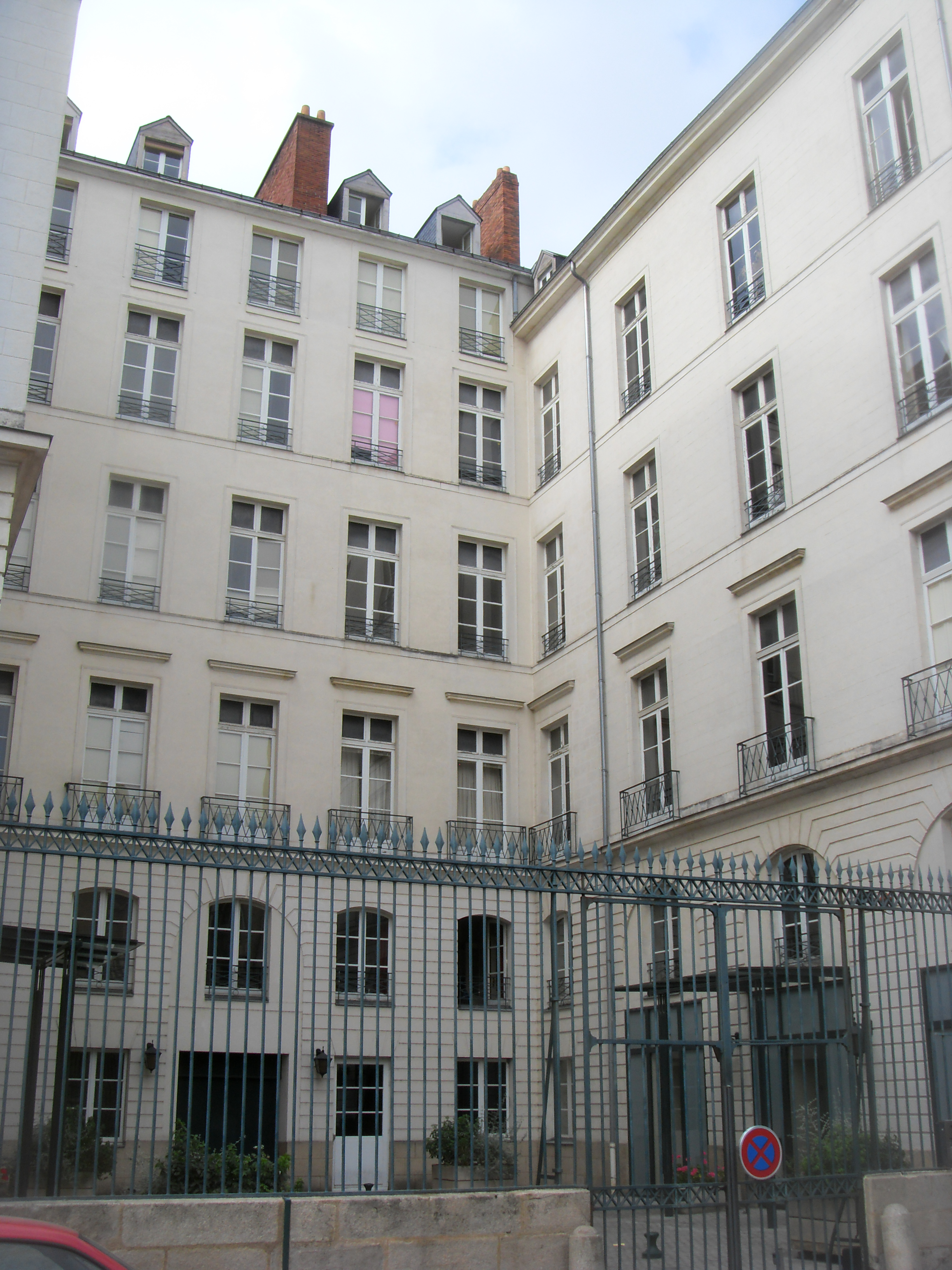
no 10
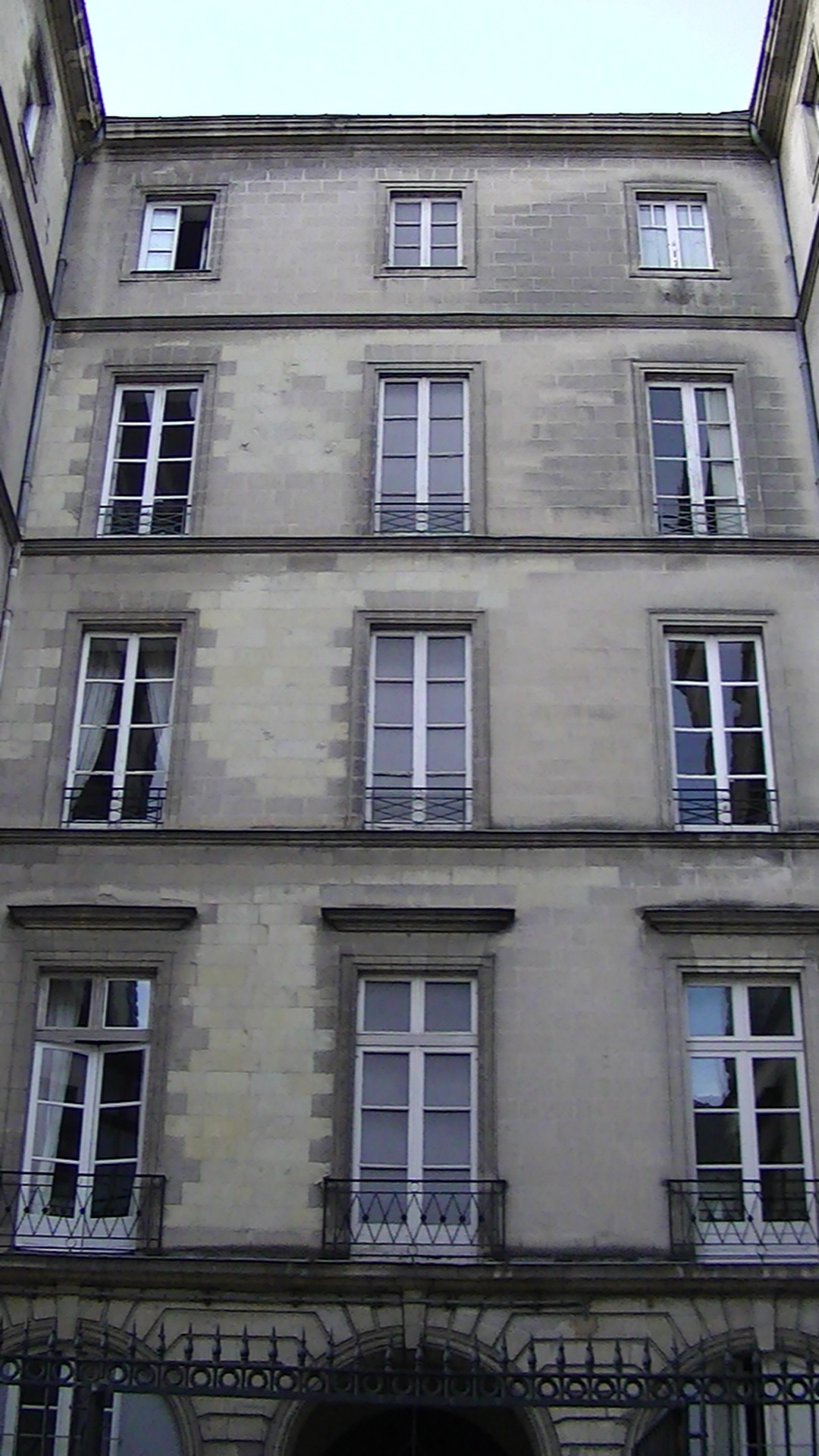
no 12
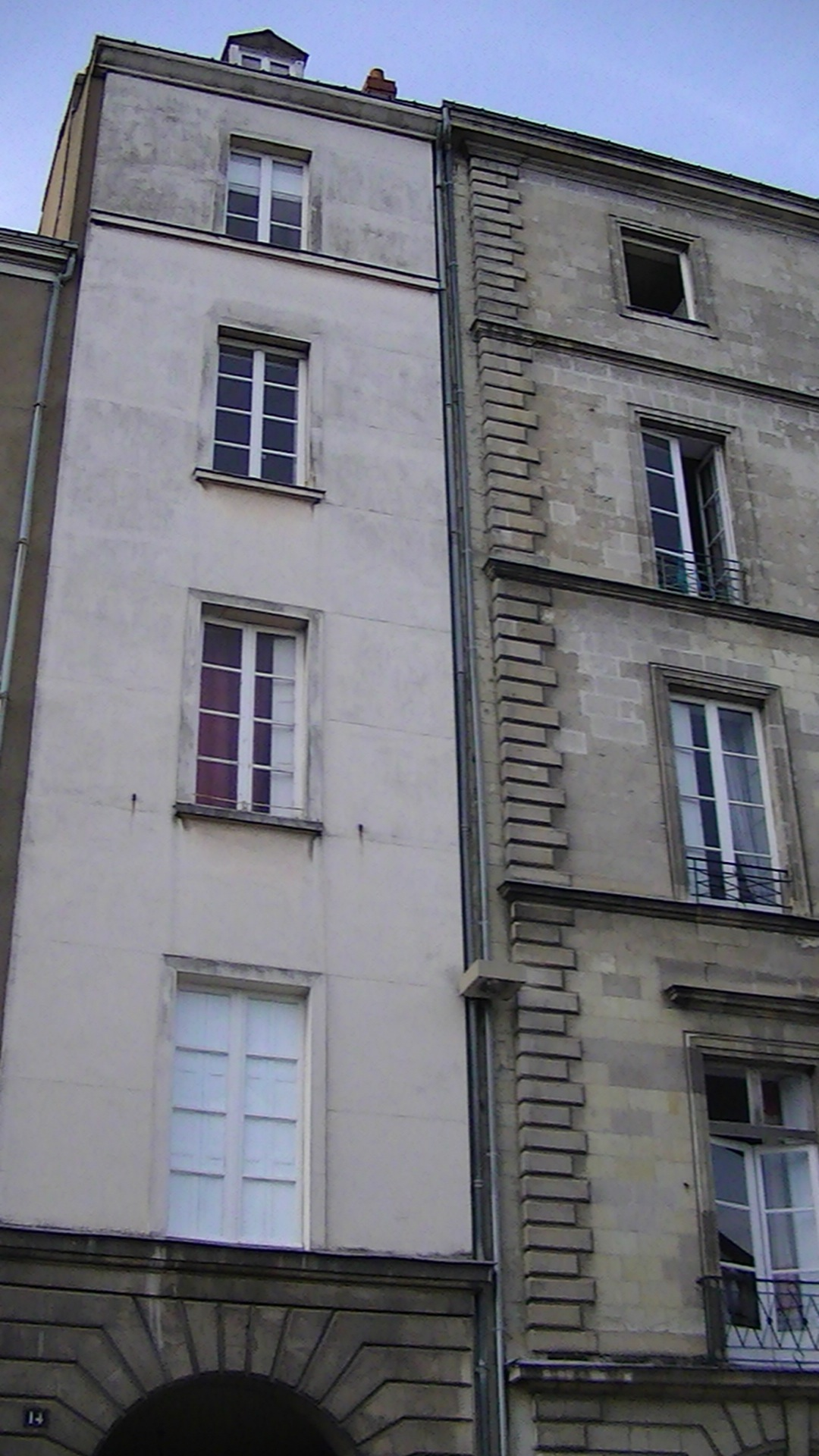
no 14
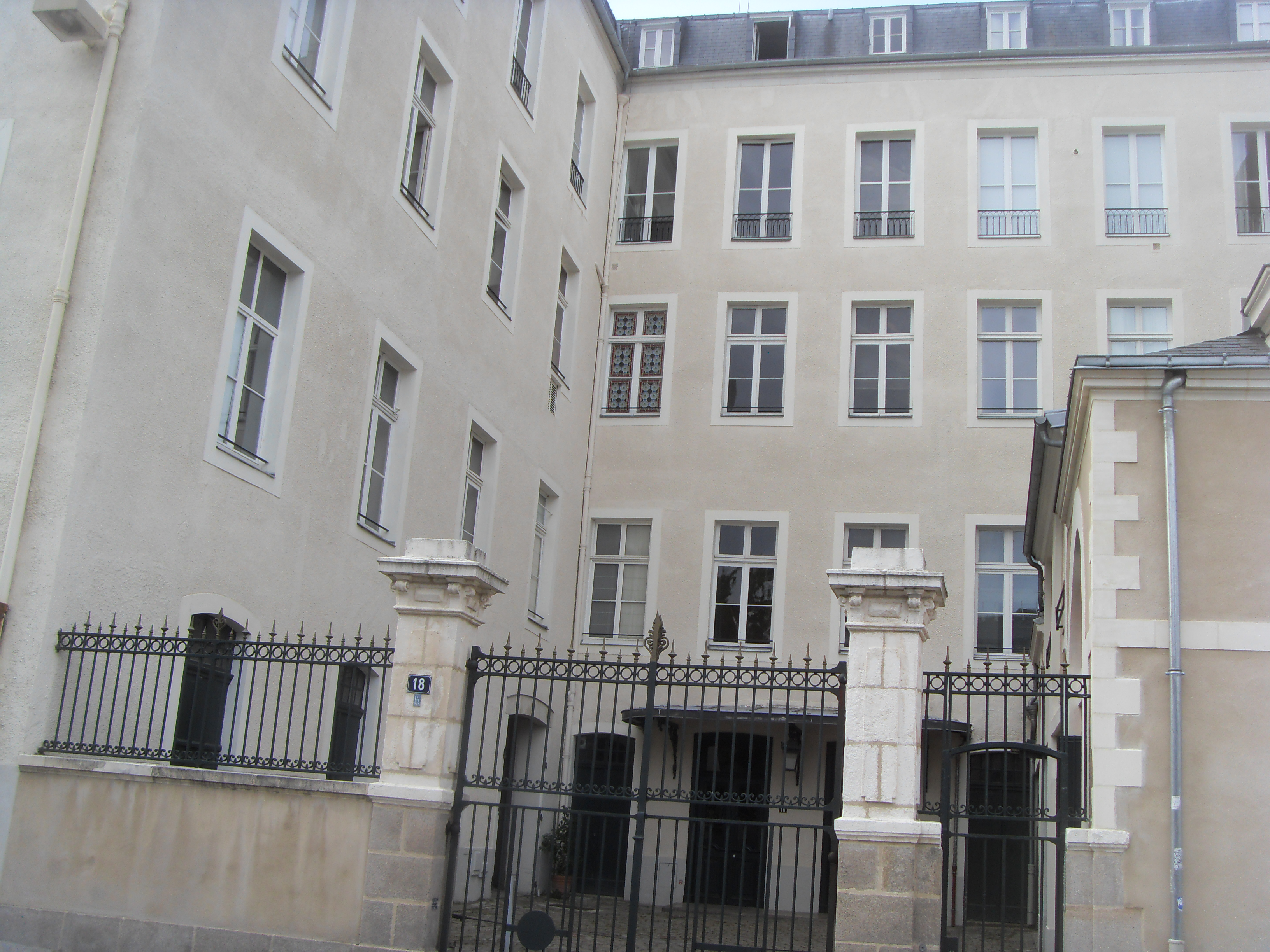
no 18
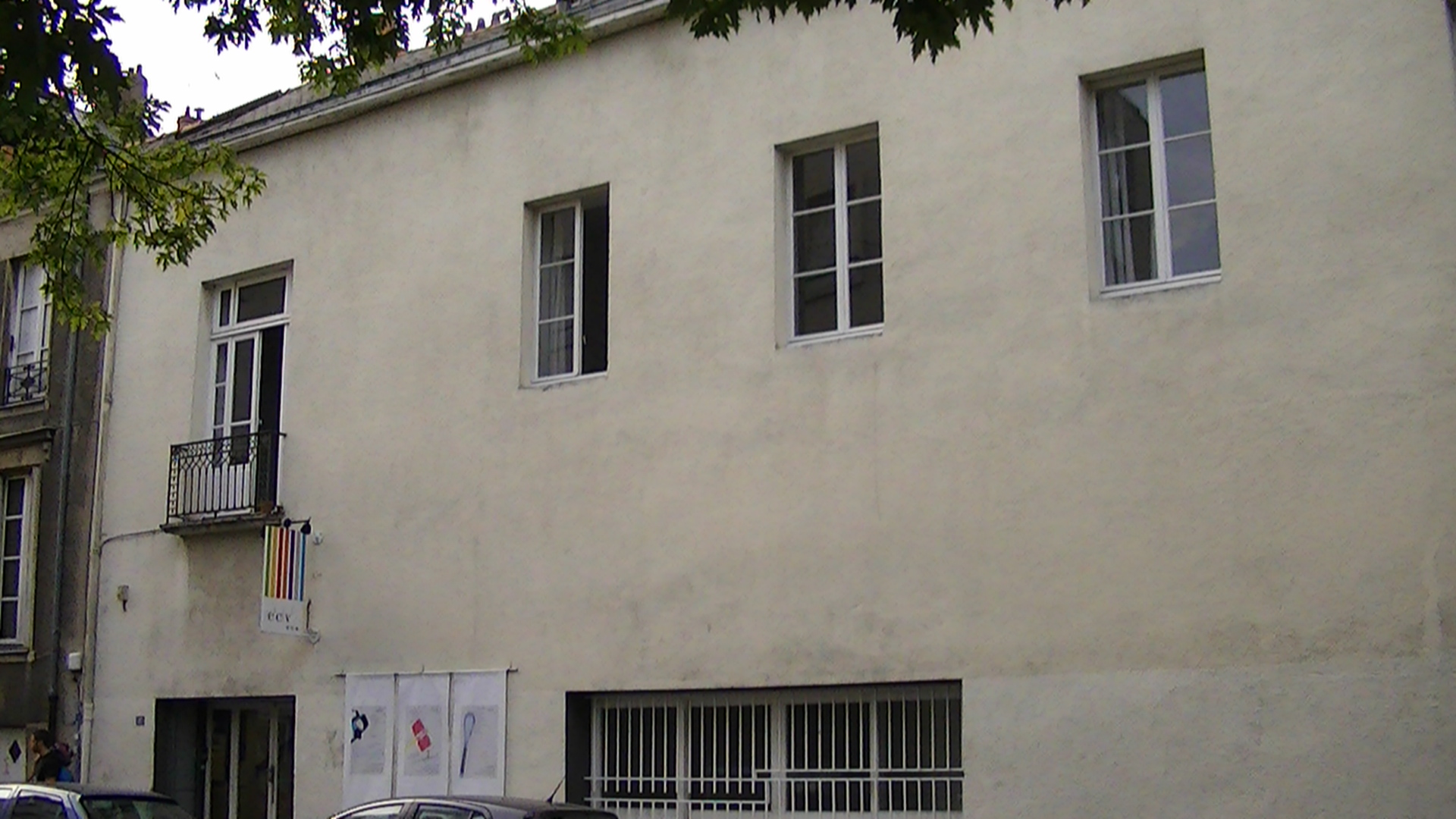
no 20

Entre les numéros 15 et 25 de la rue a été installée la médiathèque Jacques-Demy. À l'angle de la rue Neuve-des-Capucins a été placée la statue Michel Ardan, de Jacques Raoult.
Sur le côté des numéros pairs dans la partie ouest de la rue, le bâtiment abritant le central téléphonique des PTT, construit vers 1930, présente une façade Art déco. Les murs de béton armé sont couverts de mosaïque déclinant une palette de bleu, or et marron. Les architectes Giroud et Henri Vié ont orné de bandes verticales brun et or les pilastres, entre lesquels des bandes horizontales portent des volutes bleues, thème repris sur les consoles

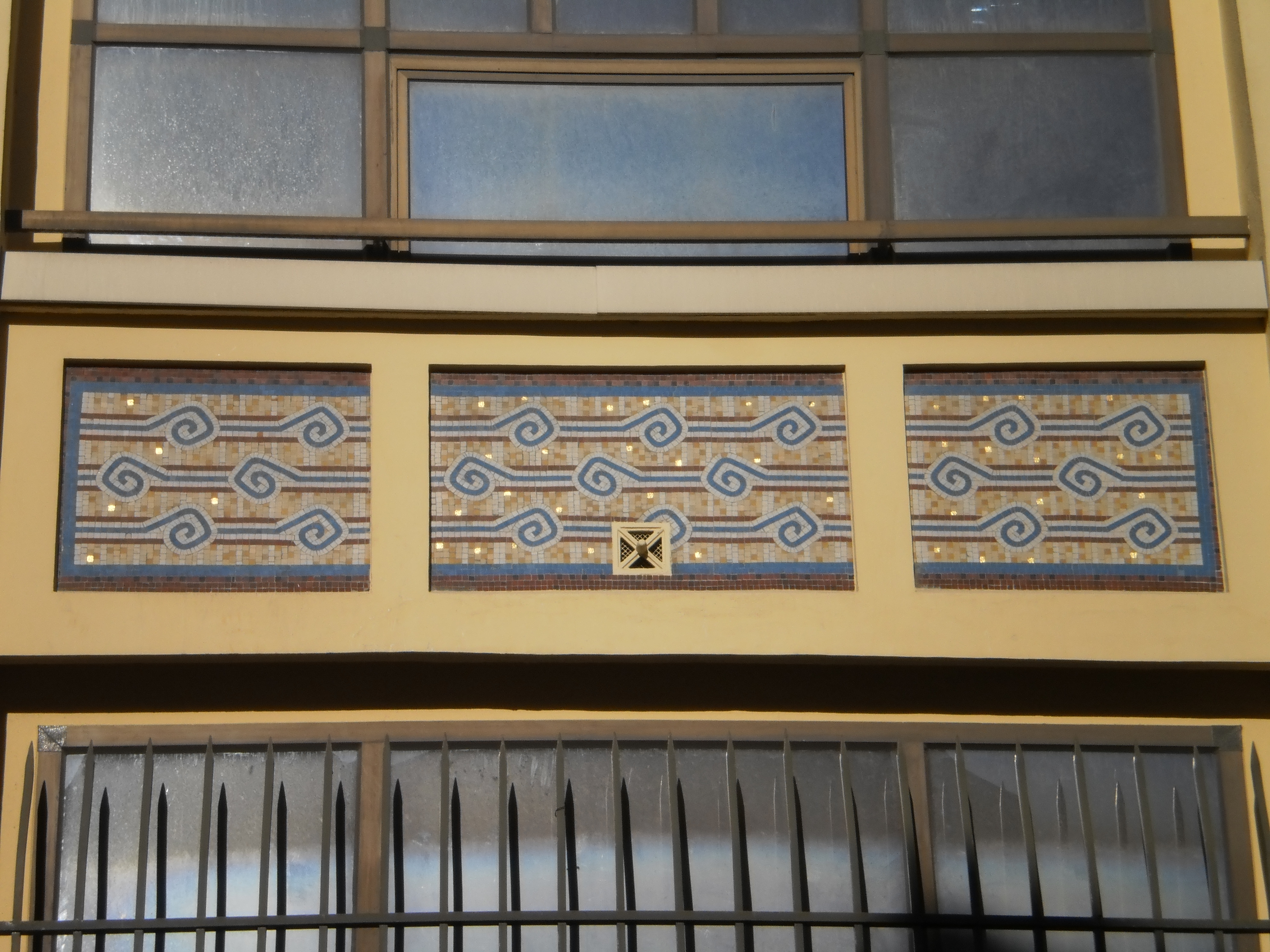
Détail de la façade du central téléphonique
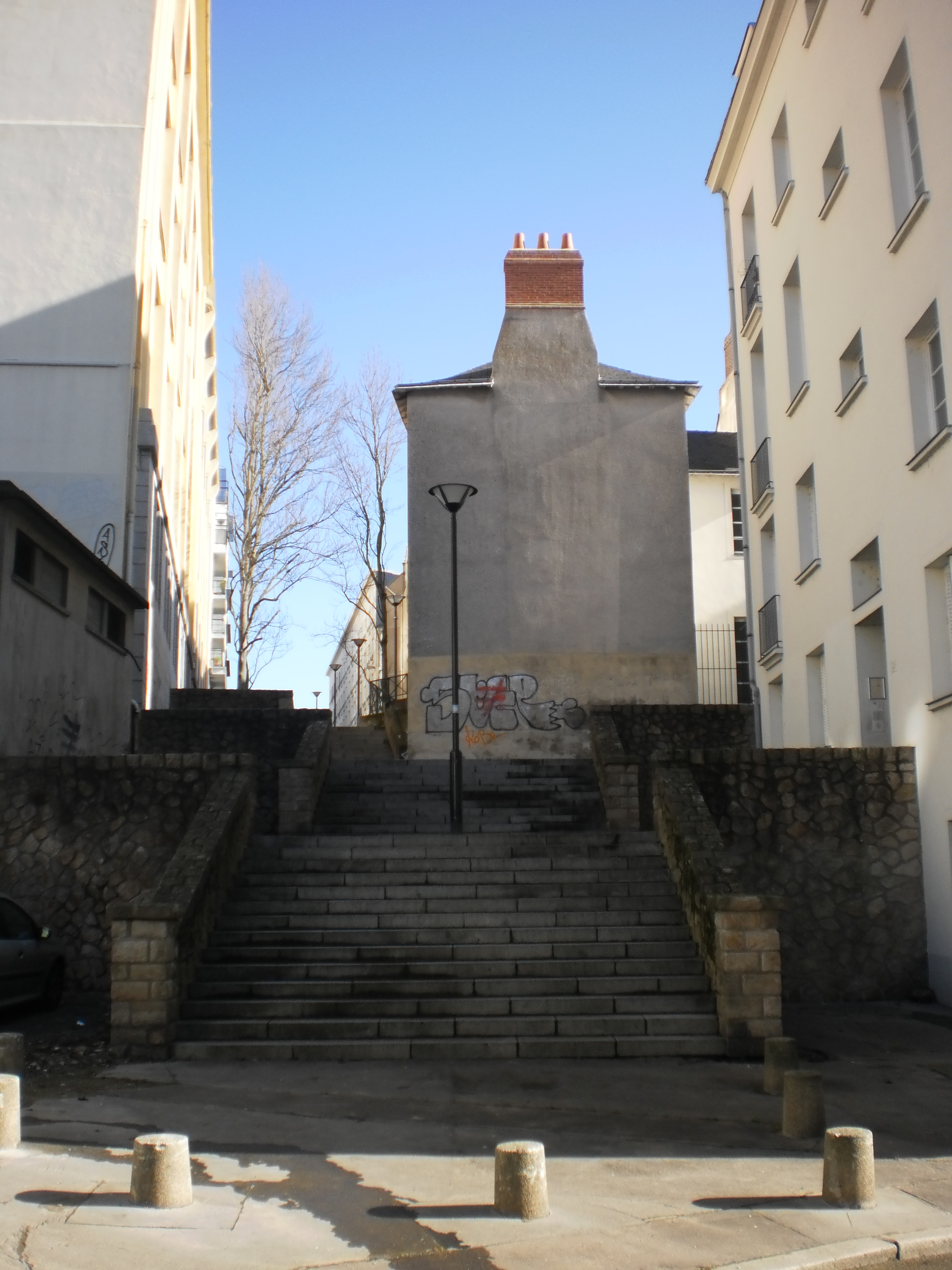
Extrémité sud-ouest de la rue